# ラス
ラス（lath）とは、建築や土木工事に使う金網の一種のこと。

## 概要
金網の材料とする薄い金属板に、必要な網目の大きさの切り込みを一方向に多数切り欠き、直交方向に引っ張って網目を作る。このことからエキスパンデッドメタルラスともいう。簡単に製作することができる上に、適度に凹凸が生じることから、工事現場の足場板や防護ネットに使用されるものを、「エキスパンドメタル」（Expanded Metals）（JIS　G3351）と言い、ラスモルタル壁の下地に使用されるものを、「メタルラス」（Metal lath）（JIS　A5505）と言う。一般的に木造住宅の外壁などに幅広く使われる。ラスを壁や法面にホチキスやピンで固定させることを「ラスを張る」「ラス張り」という。
種類として、金属板に切り込みを入れたメタルラスのほか、針金を編んで網状としたワイヤーラス（wire lath）（JIS　A5504）がある。